# Morcego-de-peluche
O morcego-de-peluche (Miniopterus schreibersii) é uma espécie de morcego da família Miniopteridae.

## Distribuição geográfica
Esta espécie de morcego pode ser encontrada nos seguintes países: Afeganistão, Albânia, Argélia, Arménia, Austrália, Áustria, Azerbeijão, Bósnia e Herzegovina, Bulgária, Camarões, China, Croácia e possivelmente na Etiópia, França, Geórgia, Gibraltar, Grécia, Guiné, Hungria, Índia, Indonésia, Irão, Iraque, Israel, Itália, Japão, Jordânia, Quénia, Coreia do Norte, Coreia do Sul, Laos, Líbano, Libéria, Líbia, República da Macedónia, Malásia, Malta, Marrocos, Myanmar, Nepal, Nigéria, Papua-Nova Guiné, Filipinas, Portugal, Roménia, Rússia, San Marino, Arábia Saudita, Sérvia e Montenegro, Serra Leoa, Eslováquia, Eslovénia, Ilhas Salomão, Espanha, Sri Lanka, Suíça, Síria, Taiwan, Tajiquistão, Tailândia, Tunísia, Turquia, Turquemenistão, Vietname e Iémen.